# Madre de Deus (Bahia)
Madre de Deus is een gemeente in de Braziliaanse deelstaat Bahia. De gemeente telt 16.783 inwoners (schatting 2009).

## Aangrenzende gemeenten
De gemeente grenst aan Salvador en São Francisco do Conde.